# Селиванов, Виктор Иванович
Ви́ктор Ива́нович Селива́нов (17 ноября 1917, Елисаветград, УНР — 1984, Москва) — советский певец. Заслуженный артист РСФСР. Участник Великой Отечественной войны.

## Биография
Виктор Селиванов родился 17 ноября 1917 года в городе Елисаветграде (ныне Кропивницкий), в семье священника. Рано проявившийся интерес к музыке нашёл своё применение — он проходил обучение игре на скрипке, пел в хоре городской церкви.
В начале 30-х годов Виктор переезжает в Москву, где к этому времени уже обосновались его старшие братья, и поступает в музыкальное училище при Московской консерватории. В училище Селиванов обучается по классу вокала у Марины Владимировны Владимировой, (родной сестры В. В. Барсовой).
По окончании музыкального училища Виктор Иванович поступил солистом в Краснознаменной ансамбль красноармейской песни (с 1949 года Академический ансамбль песни и пляски им. А. В. Александрова). После занятий с братом, Петром Селивановым, солистом Большого театра, Виктор выдержал конкурс в Большой театр, однако начавшаяся Великая Отечественная война не позволила ему реализоваться в качестве оперного певца. В первые дни войны Виктор Селиванов уходит на фронт, в качестве солиста ансамбля I Прибалтийского округа. После ранения Виктор Иванович прибыл на лечение в Москву и в конце 1943 года, с разрешения маршала И. Х. Баграмяна, вернулся на фронт с женой, которая работала редактором фронтовой газеты, и двумя детьми. День капитуляции нацистской Германии Селивановы встретили в Кенигсберге. После окончания войны Виктор Селиванов стал солистом ансамбля Прибалтийского округа в Риге, а затем, и солистом Рижской оперетты. Старший брат Петр Селиванов настоял на переезде Виктора в Москву, но в Большой театр он не вернулся.
Виктор Селиванов поступил солистом в Эстрадно-симфонический оркестр под управлением Дмитрия Покраса, который находился в Центральном Доме Культуры Железнодорожников (ЦДКЖ). С этим коллективом гастроли проходили как на территории Советского Союза так и за границей. Позднее он работал в Гастроль-бюро, Московской филармонии. В. И. Селиванов часто выступал с шефскими концертами в рабочих коллективах, на заводах и воинских частях. В его репертуаре были песни советских композиторов: Пахмутовой, Покрасса, Новикова, Каца, Листова и т. д.
Последние 30 лет Виктор Иванович Селиванов был солистом Всесоюзного радио и телевидения. В телевизионной передаче «Вокруг света» многие годы звучал голос Виктора Ивановича в заставке «Множество стран на планете…». А также в передаче на Радио «В рабочий полдень» звучали песни в его исполнении: « Три танкиста», «Березы», «Песня московских студентов», «Перекресток», «Бирюсинка», «Милая мама», «О Черемушках», «О Космосе» и т. д. В.Селиванов был первым исполнителем песен многих композиторов. В фонд Радио записаны: арии из опер, оперетт, романсы и песни советских композиторов.
Голос Виктора Селиванова звучал из репродукторов на парадах и праздничных демонстрациях. Работая на радио, Селиванов продолжал гастролировать с композиторами по всему Советскому Союзу и за рубежом.
Песни в исполнении В. Селиванова активно издаются на грампластинках, что приносит исполнителю огромную популярность на всей территории Советского Союза. Одними из первых грамзаписей певца стали песни «Душою всех моложе мы» С. Каца и «Молодость наша» К. Молчанова. Творческая карьера певца на радио продолжалась в течение 30 лет. Партнёрами В. Селиванова на сцене и в звукозаписывающей студии в разные годы были Владимир Царский, Владимир Нечаев, Алексей Усманов, Гелена Великанова, оркестр Всесоюзного радио под управлением В. Н. Кнушевицкого, эстрадный оркестр Всесоюзного радио под управлением Ю. Силантьева.
Скончался В. И. Селиванов в Москве в 1984 году. Похоронен на Востряковском кладбище.

## Семья
Жена — Селиванова (Квасницкая) Татьяна Борисовна — певица.
Дети:
- Сын — Селиванов Борис Викторович — прошёл путь от инженера РЖУ до генерального директора АО «Москапстрой», заслуженный строитель России; награждён орденом Дружбы народов и тремя орденами «Почета» и медалями. Женат на Селивановой (Глущенко) Валентине Павловне и имеют двоих дочерей: Наталья и Ольга.
- Дочь — Диева (Селиванова) Татьяна Викторовна- певица. Муж — Диев Борис Александрович, композитор, дирижёр, народный артист России, профессор.
- Брат (старший) — Селиванов Петр Иванович, солист Большого театра, народный артист РСФСР, профессор. Жена — Лабзина Ольга Николаевна, народная артистка РСФСР МХАТА.
- Сестра — Соковнина Лидия Ивановна — артистка Кировского театра. Муж — Соковнин Евгений Николаевич, главный режиссёр Кировского театра, лауреат Сталинской премии, народный артист РСФСР, профессор. Дочь — Соковнина Елена Евгеньевна, помощник режиссёра Кировского театра.

## Наиболее известные песни
- Берёзы (М. Фрадкин — В. Лазарев) с Алексеем Усмановым, 1959.
- Бушует полярное море (Е. Жарковский — Д. Алтаузен).
- В полёт (К. Листов — К. Поляков).
- В свободный час (О. Фельцман — О. Фадеева), 1962.
- В солнечный полёт (Анатолий Новиков — Михаил Вершинин), 1961.
- В Черёмушках (С. Кац — Л. Куксо).
- Ветераны мира (Павел Аедоницкий — Игорь Кобзев), 1962.
- Возле речки (В. Кочетов — Я. Белинский).
- Все поют на весенние темы (А. Островский — В. Харитонов), с Василием Елисеевым.
- Вспомни, друг (П. Аедоницкий — И. Кобзев).
- Вьются рядом наши флаги (А. Островский — Л. Ошанин).
- Горная задорная (К. Молчанов — И. Морозов и В. Петров), с Алексеем Усмановым, 1960.
- Для чего мы служим, парни (З. Бинкин — Ю. Каменецкий), 1977.
- Душою всех моложе мы (С. Кац — В. Малков), 1949.
- Заветные слова (Зиновий Дунаевский — Игорь Морозов).
- Капитаны межпланетных кораблей (Э. Колмановский — С. Гребенников и Н. Добронравов) с Василием Елисеевым, 1957.
- Краснотал (А. Новиков — А. Софронов), с Людмилой Симоновой.
- Луноход (С. Заславский — В. Харитонов), с Владимиром Царским.
- Маленькая Валенька (Б. Фомин — В. Дыховичный), с Владимиром Царским.
- Марш Полтавской дивизии (О. Фельцман — Е. Долматовский), 1960.
- Милая мама (А. Аверкин — И. Лашков), с Алексеем Усмановым.
- Молодость наша (К. Молчанов — М. Львовский), с оркестром п/у В. Н. Кнушевицкого, 1949.
- На ветру дождевом (А. Новиков — В. Харитонов), 1959.
- На острове Даманском (М. Иорданский — И. Николюкин), 1969.
- Настоящие романтики (Леонид Афанасьев — Борис Гайкович), 1960.
- Нева (В. Соловьёв-Седой — С. Фогельсон), с Владимиром Нечаевым.
- Ночи весенние (С. Кац — А. Недогонов), 1949.
- О «Шарике» родном (С. Кац — М. Матусовский), с Ансамблем песни и эстрадным оркестром ВР п/у Ю. Силантьева, 1956.
- О Черёмушках (С. Кац — Л. Куксо), 1959.
- От Краснопресненской заставы (С. Кац — А. Софронов), с Алексеем Усмановым, 1947.
- Отчизна счастья (А. Холминов — Ю. Полухин), 1961.
- Перекрёсток (Э. Колмановский — В. Орлов).
- Перелески, перекаты (Л. Бакалов — Я. Шведов), 1949.
- Песенка молодых соседей (А. Островский — Н. Доризо), с Геленой Великановой.
- Песня космонавта (А. Островский — Л. Ошанин), с Владимиром Царским.
- Песня московских студентов (А. Новиков — Л. Ошанин) с Ниной Поставничевой и Матвеем Матвеевым, 1953.
- Песня о друге (А. Пахмутова — С. Гребенников и Н. Добронравов), 1956.
- Песня о Чижовке (И. Дунаевский — Я. Шведов), 1942.
- Песня футболиста (Е. Жарковский — Д. Самойлов), 1955.
- По московскому времени (С. Кац — М. Матусовский).
- Пой всем сердцем, Москва (К. Молчанов — Вайнштейн).
- Пора любви прекрасная (А. Новиков — М. Вершинин).
- Поют гудки (П. Аедоницкий — И. Кобзев) с Н. Дербиной, 1961.
- Рабочая Москва (З. Дунаевский — И. Морозов), с И. Заборских.
- Радость и труд рядом идут (З. Дунаевский — И. Морозов), с А. Добрыниной, 1957.
- Свершилось (А. Новиков — Ю. Полухин).
- Сирень цветёт (С. Кац — А. Сурков), 1943.
- Слава наша звёздная (А. Новиков — М. Вершинин), с Андреем Соколовым, 1970.
- Солдат невидимого фронта (В. Мурадели — В. Харитонов), с Алексеем Усмановым.
- Стали ночи светлыми (В. Соловьёв-Седой — А. Фатьянов) с Владимиром Нечаевым, 1947.
- Стальная эскадрилья (Б. Ковынёв), с Владимиром Царским.
- Таёжные романтики (С. Кац — А. Пришелец), с Василием Елисеевым.
- Там, где Волга серебрится (Ю. Чичков — Ю. Полухин), 1966.
- Три танкиста (Братья Покрасс — Борис Ласкин), 1938.
- У белых скал (А. Аверкин — И. Лашков).
- Улетаю, до свидания (С. Агабабов — В. Кузнецов)
- Я пою, не уставая (П. Аедоницкий — Л. Куксо).